# Eusebius Beltran
Eusebius Joseph Beltran (ur. 31 sierpnia 1934 w Ashley w stanie Pensylwania) – amerykański duchowny rzymskokatolicki, arcybiskup metropolita Oklahoma City w latach 1993-2010.
Urodził się w rodzinie Josepha  i Helen z domu Kozlowski. Jego rodzice mieli w sumie ośmioro dzieci, z których trójka wybrała życie poświęcone Bogu. Joseph to imię, które młody Eusebius Beltran otrzymał podczas bierzmowania. Do kapłaństwa przygotowywał się w Overbrook, a następnie został ordynowany do kapłaństwa dla ówczesnej diecezji Atlanta przez miejscowego ordynariusza Francisa Hylanda w dniu 14 maja 1960 roku. Do roku 1978 służył duszpastersko w Atlancie, był też pracownikiem kurii.
28 lutego 1978 otrzymał nominację na ordynariusza diecezji Tulsa w Oklahomie. Sakry udzielił mu abp Charles Salatka. 24 listopada 1992 mianowany następcą swego konsekratora na urzędzie arcybiskupa metropolity Oklahoma City. Na emeryturę przeszedł 16 grudnia 2010, a jego następcą został dotychczasowy ordynariusz Saliny Paul Coakley.